# سنبله‌ای جنگلی
سنبله‌ای جنگلی (نام علمی: Stachys sylvatica) نام یک گونه از سرده عروس کوهی است.